# Alain III de Bretagne
Pour les articles homonymes, voir Alain.
Alain III dit Rebrit ou Ruibriz, né vers 997 et mort le 1er octobre 1040, fils et successeur de Geoffroi Ier, comte de Rennes et duc de Bretagne, et d’Havoise de Normandie, fut duc de Bretagne de 1008 à 1040. Il lui fut parfois attribué le titre de roi de Bretagne.

## Régence
Comme il n'est âgé que d'environ 11 ans à la mort de son père, en 1008, c'est sa mère, Havoise de Normandie († 22 février 1034), qui exerce la régence. Elle s'appuie sur les évêques Gautier II de Nantes, l'oncle d'Alain Judicaël de Vannes, ainsi que sur l’archevêque Junguenée de Dol-de-Bretagne. Richard II de Normandie, frère d'Havoise, est leur tuteur.
Durant cette période, comme ils n'ont cessé et ne cesseront de le faire durant les Xe et XIe siècles, les Normands tentent des avancées en Bretagne. En 1009, Richard II, bien que tuteur d'Alain, prend le contrôle de l'abbaye du Mont-Saint-Michel, remplaçant Maynard II (qui s'était replié à l'abbaye Saint-Sauveur de Redon) par Hildebert Ier. En 1014, à la demande de Richard II, Olaf Haraldson, s'empare de Dol-de-Bretagne. Les conflits entre Bretons et Normands permettront à ces derniers de repousser la frontière de la Sélune au Couesnon, vers 1027-1030.
La minorité du duc est aussi marquée par une révolte paysanne qui, selon la vita de saint Gildas (écrite au XIe siècle), oblige Félix (moine de l'abbaye de Saint-Benoît-sur-Loire, qui avait été chargé par le duc Geoffroi Ier de Bretagne de restaurer l'abbaye Saint-Gildas de Rhuys) à repartir précipitamment. Une révolte nobiliaire éclate également ; elle aurait été conduite par un certain « Judicaël, fils de Cham » (Gleudennus Judicael Cham filius), qu'Arthur de la Borderie identifiait, sans doute à tort, avec l'évêque Judicaël de Vannes (fils de Conan le Tort), qui jouera jusqu'à sa mort un rôle important à la cour ducale.
Le jeune duc renouvelle la vieille alliance de Rennes avec les comtes de Blois, en épousant, en 1018, Berthe (fille d'Eudes II, comte de Blois), qui, selon une tradition, aurait été enlevée pour son compte à son père par Alain Canhiart. Il accède au pouvoir vers 1024-1025 et réaffirme la place des comtes de Rennes dans le duché. Dans un acte des années 1013-1025, Alain et son frère Eudes, qui semblent exercer une corégence, se qualifient de « monarques des Bretons » (Britannorum monarchi).

## Règne
Sous le règne d'Alain III, l'autorité ducale se consolide. Le duc laisse 32 actes authentiques, dont treize chartes, six notices et onze actes privés rédigés par les abbayes bénéficiaires, mais aussi à Rennes par l'archidiacre Moïse, chancelier de l'église et membre de la cour ducale. Son action militaire dépasse largement les limites du duché : en 1027, il assiège Le Lude et La Ferté-Bernard. À Pâques 1032, il parait même à Orléans dans l'entourage du roi des Francs Henri Ier. C'est également sous le règne d'Alain III qu'apparaissent dans les actes ceux que l'historiographie qualifie d'ascendants des principales lignées de seigneurs du Rennais : Riwallon de Combourg, Mainguené de La Guerche, Riwallon « le Vicaire » dont les descendants s'installent à Vitré, Briant Ier de Châteaubriant, Giron Ier de Châteaugiron, et Alfred puis Main II dont la lignée contrôle Fougères.
Dans une charte de 1027, il est qualifié de duc de Bretagne « qui est aussi appelé roi par certains ». Il est parfois surnommé Rebrit (roi breton ou roi de Bretagne en vieux-breton) par des chroniqueurs médiévaux. Il semble que le premier à lui attribuer ce surnom fut Walter Map au XIIe siècle. 

### Alliance avec le Maine
Alain III appuie le comte du Maine, Herbert Éveille-Chien, qui était en conflit avec la puissante famille de Bellême (qui contrôlait l'évêché du Mans et avait fait construire sur le domaine comtal le château de Donneau). En 1027, Alain III (qui participe à la coalition unissant le roi Henri Ier et le comte de Blois contre Foulques Nerra) vient assiéger un second château construit par l'évêque à La Ferté-Bernard. Le château est pris, mais une réconciliation, sous l'égide de l'évêque Fulbert de Chartres, met fin aux hostilités. Alain III intervient ensuite dans le sud du Maine pour libérer des chevaliers manceaux détenus en otages par Foulques Nerra. L'alliance avec le Maine perdurera avec le mariage, vers 1045/1047, de Berthe, veuve d'Alain III, avec Hugues IV du Maine, le fils d'Herbert Éveille Chien.

### Contrôle de Nantes
Après un conflit assez confus en 1031 avec Alain Canhiart, il se réconcilie avec lui. Il soutient ensuite l'évêque Gauthier II de Nantes contre le comte Budic : en 1033, grâce aux négociations menées par Junguenée, archevêque de Dol, le comté de Nantes abandonne son allégeance à Foulques Nerra et revient dans la fidélité aux ducs de Bretagne.

### Relations avec la Normandie
En 1030, il entre en conflit avec son cousin, le duc Robert Ier de Normandie, qui lance une expédition en Bretagne. Alain riposte dans l'Avranchin, mais il est repoussé avec de lourdes pertes. Leur oncle, Robert le Danois, archevêque de Rouen, sert de médiateur lors d'une entrevue au Mont-Saint-Michel, au cours de laquelle il doit lui prêter l'hommage vassalique. Robert Ier, après leur réconciliation, lui confia la tutelle de son héritier, Guillaume le Bâtard, lors de son départ pour le pèlerinage de Jérusalem, en 1034.

### Relations avec l'église
Lors des troubles du début du règne, le moine Félix avait quitté la Bretagne pour regagner son abbaye de Saint-Benoît-sur-Loire, mais l'abbé Gauzlin de Fleury le renvoie, après l'avoir fait abbé, relever l'abbaye Saint-Gildas de Rhuys et son prieuré de Locminé, où il meurt en 1038. Un autre moine, Teudon, avait été désigné comme successeur de Maynard II à l'abbaye Saint-Sauveur de Redon ; un troisième moine, nommé Thion, échoue à réformer l'abbaye Saint-Melaine de Rennes, face à l'hostilité des membres de la « dynastie épiscopale » de la cité, qui avaient accaparé cet établissement.
Alain III fonde avec son frère le prieuré de Livré (1013 à 1022). Il fait des dons au prieuré de Gahard (1015 à 1032), dépendant de l'abbaye de Marmoutier, et donne même le tiers de l'église de Servon à Marmoutier (1015 à 1026). Il est présent lors de la formation du prieuré de Marcillé-Robert par son vassal, Riwallon le Vicaire.
Entre 1024 et 1034 (en 1032 selon la date traditionnelle), Alain III établit sa sœur, Adèle ou Adella († 1067), qui était déjà religieuse, comme abbesse, et lui donne « porcion de sa comté de Rennes laquelle il luy octoya, et à la requeste d'elle la fist consacrer et dédier en abbaye perpétuelle en l'honneur de Saint-Georges martyr ». La duchesse Havoise, le comte Eudes et les principaux barons de Bretagne (dont Alain Canhiart, le baron de Vitré, les sires de Porhoët et de la Guerche), ainsi que l'archevêque de Dol et neuf évêques bretons ratifient la donation ducale.

### Constitution de l'apanage d'Eudes
Après la mort de leur mère, Havoise, son frère Eudes, « comte de Bretagne », revendique un large apanage dans les évêchés de Saint-Brieuc et de Tréguier, avec pour centres Lamballe et Guingamp. La médiation de Judicaël de Vannes († 1037) et de Robert de Normandie aboutit, en 1035, à la constitution de l’apanage de Penthièvre pour Eudes, qui en sera le premier comte. Son ambition le poussera rapidement à tenter d'étendre ses domaines vers l'est, dans les évêchés de Saint-Malo et de Dol-de-Bretagne.

### Fin de règne et mort
Robert le Magnifique meurt en 1035 sur le chemin de retour de son pèlerinage. Alain III doit alors intervenir en Normandie en prétextant la protection des droits de l'héritier, Guillaume, menacés par la révolte d’une partie de la noblesse normande. En fait, il revendique le duché pour lui-même, comme petit-fils du duc Richard Ier par sa mère. L'expédition est un échec. Il meurt pendant cette campagne, à Vimoutiers, le 1er octobre 1040, victime d’un empoisonnement. Il est inhumé avec les premiers ducs de Normandie, dans la salle capitulaire de l'abbaye de la Trinité de Fécamp.

### Union et descendance
Marié en 1018 avec Berthe, fille du comte Eudes II de Blois, il a deux enfants :
1. Conan, duc de Bretagne de 1040 à 1066, sous le nom de Conan II ;
2. Havoise de Bretagne, qui épousera Hoël de Cornouaille, successeur de Conan II, en 1066, sur le trône de Bretagne.

D'une concubine inconnue, Alain III laisse également un fils illégitime :
- Geoffroy Grenonat (c'est-à-dire: le Moustachu), comte de Rennes en 1066.